# Rat für Beschäftigung, Sozialpolitik, Gesundheit und Verbraucherschutz
Der Rat für Beschäftigung, Soziales, Gesundheit und Verbraucherschutz (englisch Employment, Social Policy, Health and Consumer Affairs Council, EPSCO) ist eine Formation des Rats der Europäischen Union, in der etwa viermal jährlich die für diese Politikbereiche zuständigen Minister der Mitgliedstaaten der EU zusammentreten.
Der Rat behandelt Fragen der EU-Sozialpolitik und EU-Gleichstellungspolitik. Dabei befasst er sich u. a. mit der Harmonisierung und Koordinierung einzelstaatlicher Rechtsvorschriften, insbesondere in Bezug auf die Arbeitsbedingungen (Gesundheit und Sicherheit der Arbeitnehmer, soziale Sicherheit, Beteiligung der Arbeitnehmer am Leben der Unternehmen). Im Rahmen der EU-Beschäftigungspolitik legt der Rat gemeinsame Ziele für alle Mitgliedstaaten fest, analysiert die nationalen Maßnahmen und nimmt an die Mitgliedstaaten gerichtete Empfehlungen an.

## Koordinierung der Politiken in Deutschland
In Deutschland liegt die Federführung der europapolitischen Koordinierung beim Bundesministerium für Arbeit und Soziales (Ratsteil Beschäftigung und Soziales) und beim Bundesministerium für Gesundheit (Ratsteil Gesundheit) und bis 2013 beim Bundesministerium für Ernährung, Landwirtschaft und Verbraucherschutz (Verbraucherschutz).